# Sh2-101
Sh2-101は、はくちょう座に位置する散光星雲である。この星雲は、スチュワート・シャープレスによって1959年に記録された。はくちょう座X-1はこの領域に位置し、星雲と同じ8000光年の彼方にあると推測されている。